# Der König von Paris, 2. Teil - Die Geschichte des André Lifou
Der König von Paris, 2. Teil - Die Geschichte des André Lifou è un film muto del 1920 prodotto e diretto da Erik Lund.

## Produzione
Il film fu prodotto dalla Ring-Film GmbH (Berlin).

## Distribuzione
Uscì nelle sale cinematografiche tedesche con il visto di censura datato 16 agosto 1920. Il film fu presentato in prima a Berlino il 19 novembre 1920.